# 綾小路有頼
綾小路 有頼（あやのこうじ ありより）は、鎌倉時代後期の公卿。権中納言・綾小路信有の次男。官位は正三位・参議。綾小路家2代。

## 官歴
『公卿補任』による
- 永仁4年（1296年） 3月9日：叙爵（従五位下）
- 永仁6年（1298年） 10月10日：従五位上
- 徳治3年（1308年）9月17日：正五位下
- 延慶2年[1]（1309年） 2月19日：越前守
- 延慶3年（1310年）正月5日：従四位下。3月9日：右近衛少将
- 応長元年（1311年） 閏6月9日：従四位上。8月7日：兼左京大夫
- 正和2年（1313年） 8月7日：右近衛中将
- 正和3年（1314年） 正月5日：正四位下
- 正和5年（1316年） 閏10月4日：右兵衛督
- 文保元年（1317年） 4月16日：左兵衛督
- 元応3年（1321年） 12月29日：従三位、非参議
- 嘉暦元年（1326年）4月23日：右京大夫。11月22日：参議
- 嘉暦2年（1327年） 3月24日：兼備前権守、止右京大夫。6月16日：辞参議
- 嘉暦3年（1328年） 3月16日：正三位
- 嘉暦4年（1329年） 7月18日：卒去（享年35）

## 系譜
- 父：綾小路信有[2]
- 母：白拍子[3]
- 妻：藤原光久の娘[2]
  - 男子：綾小路敦有[2]（1322-1400）
- 生母不明の子女
  - 男子：綾小路成賢（?-1391）